# Alto Paraná
Alto Paraná (aparținând PR) este un oraș în Brazilia.